# الشيخ حامد لودي
الشيخ حامد لودي هو مؤسس الدولة اللودية في ملتان. حكم إمارة ملتان من عام 985 إلى عام 997.

## السيرة
أصول حامد متنازع عليها. وبحسب بعض العلماء، يُفترض أن حامد لودي كان عربيًّا من نسل ساما (أو أسامة) لاوي بن غالب اللاوي. وتذكر مصادر أخرى أنه كان من قبيلة لودي [الإنجليزية] البشتية. وفقًا لصموئيل ميكلوس ستيرن، ربما كانت سلالة لودي نفسها ملفقة حيث لم يبدأ ذكرها في الظهور إلا مع مؤرخين لاحقين مثل فيريشتا.
وفقًا لفيريشتا، تنازل ملك شاهي الهندوسي [الإنجليزية] جايابالا عن منطقتي ملتان ولمغان لحامد، بعد الانضمام إلى تحالف معه ومع أمير بهيرا [الإنجليزية] المسلم ضد غارات سبكتكين في عهد ألب تكين. وبعد أن أصبح سبكتكين أميرًا في غزنة، قام بتفكيك هذا التحالف بالوسائل الدبلوماسية وأقنع حامد لودي بالاعتراف بسيادته.
حكم إمارة ملتان بعد وفاة الداعي الفاطمي جلام بن شعبان حوالي عام 985 م. وخلفه حفيده فاتح داود لودي.